# اندیس رشکان ۱
رشکان ۱ یک اندیس فلزی است که در حوالی شهر فنوج استان سیستان و بلوچستان قرار دارد و مادهٔ معدنی موجود در آن، مس است.سنگ میزبان این اندیس آهک، شیل، دیاباز است و دیرینگی آن به دوران مزوزوئیک می‌رسد. در این اندیس، پاراژنز‌های کربنات مس و اکسید آهن یافت می‌شوند.